# Bubble Trip / Sweet Sweet Song
 (mars 2012).
Si vous disposez d'ouvrages ou d'articles de référence ou si vous connaissez des sites web de qualité traitant du thème abordé ici, merci de compléter l'article en donnant les références utiles à sa vérifiabilité et en les liant à la section « Notes et références ».
Singles de Anna Tsuchiya
Lucy
(2007) Cocoon
(2008)
Bubble Trip / Sweet Sweet Song est le 6e single de Anna Tsuchiya sorti sous le label MAD PRAY RECORDS le 1er août 2007 au Japon. Il atteint la 21e place du classement de l'Oricon, et reste classé pendant 6 semaines, pour un total de 13 512 exemplaires vendus. C'est le 3e single le plus vendu de Anna Tsuchiya à ce jour.
Bubble Trip a été utilisé comme campagne publicitaire pour Herbal Essences Japan, et Sweet Sweet Song a été utilisé comme campagne publicitaire pour Premium DAM. Bubble Trip se trouve sur l'album Nudy Show! et sur l'album remix NUDY xxxremixxxxxxx!!!!!!!! SHOW!.

## Liste des titres
Toutes les paroles sont écrites par Anna Tsuchiya.
| 1. | Bubble Trip                        | Negin, S.Shnurov | 3:00 |
| 2. | Sweet Sweet Song                   | Ayumi Miyazaki   | 3:17 |
| 3. | Bubble Trip (Studio Apartment Mix) | Negin, S.Shnurov | 6:09 |

| 1. | Bubble Trip |  |